# Шапошникова Людмила Василівна
Людми́ла Васи́лівна Ша́пошникова (рос. Людмила Васильевна Шапошникова; *26 липня 1926, Новочеркаськ, Північно-Кавказький край, СРСР — 24 серпня 2015, Москва, Росія) — радянська і російська письменниця, сходознавиця, громадська діячка, кандидат історичних наук, заслужений діяч мистецтв Російської Федерації.

## Біографія
Народилася у Новочеркаську. Дитинство пройшло у Таганрозі. У 1941 році родина переїхала до Москви. Закінчила сходознавче відділення історичного факультету Московського державного університету (1950).
У 1954 році захистила дисертацію «Боротьба робітничого класу Індії за керівну роль у національно-визвольному русі напередодні Другої світової війни (1934—1939)».
У період від 1957 до 1985 року працювала старшим викладачем, доцентом кафедри історії Індії Інституту країн Азії та Африки при МДУ.
У 1958 році вперше побувала в Індії. У 1963—1965 і 1970—1972 роках працювала у Мадрасі (Південна Індія), в Мадраському університеті, Мадраському відділенні представництва Спілки радянських товариств дружби і культурного зв'язку з зарубіжний країнами.
Широку відомість у радянський час отримали науково-популярні книги Л. В. Шапошникової, написані у результаті вивчення індійської культури — «По Южной Индии» (1962), «Парава — „летучие рыбы“» (1967), «Тайна племени Голубых гор» (1969), «Годы и дни Мадраса» (1971), «Австралоиды живут в Индии» (1976), «Мы — курги» (1978) тощо.
Після знайомства 1972 року з біографом Реріхів П. Ф. Беліковим почала займатися вивченням життя й діяльності М. К. Реріха та його родини. Перші публікації на цю тему з'явились у 1973 році. Неодноразово зустрічалася і співробітничала зі Святославом Реріхом. 
У 1974—1980 роках Л. В. Шапошникова пройшла маршрутом Центрально-Азіатської експедиції Миколи Реріха (1923—1928) Алтаєм, Монголією, Тибетом, Індією, відтак видала фотоальбом «От Алтая до Гималаев. По маршруту Центрально-Азиатской экспедиции Н. К. Рериха» (1987). Автор сценарію (спільно з Р. А. Григор'євою) документального фільму «Николай Рерих» (студія «Київнаукфільм», реж. Р. П. Сергієнко, 1976). Від самого початку входила до складу Комісії з культурно-мистецької спадщині М. К. Реріха при Державному музеї Сходу (з жовтня 1984 року).
У жовтні 1989 року була обрана одним з керівників Радянського фонду Реріхів і згодом призначена директором Музею імені М. К. Реріха у Москві (постанова Ради міністрів СРСР «О Советском фонде Рерихов и Центре-музее им. Н. К. Рериха» від 4 листопада 1989 року).
У 1990 році організувала і здійснила (разом з С. Ю. Житеневим) перевезення з Індії до СРСР «Архіву і спадку Реріха для Радянського фонду Реріхів у Москві», переданих С. М. Реріхом 19 березня 1990 року.
Восени 1991 року ініціювала створення нової організації — Міжнародний Центр Реріхів), була обрана першим віцепрезидентом МЦР. За її керівництва (і з фінансовою підтримкою Б. І. Булочника) здійснено масштабну реставрацію пам'ятки культури «Садиба Лопухіних» у Москві, де й розмістився Музей імені М. К. Реріха.
У книгах Л. В. Шапошникової «Веления Космоса» (1995), «Мудрость веков» (1996), «Град светлый. Новое планетарное мышление и Россия» (1999), «Тернистый путь Красоты» (2002), трилогії «Великое путешествие», «Держава Рерихов» (2009) розглядаються питання культури, філософії, наукової та мистецької творчості родини Реріхів. Книга «Мастер» (з трилогії «Великое путешествие»), написана у 1987 році, стала своєрідним підсумком розвитку реріхознавства на той період. 
Л. В. Шапошниковій належить авторство понад 400 публікацій на теми російської та світової духовної спадщини. Л. В. Шапошникова курирувала декілька міжнародних науково-суспільних проектів.
Понад два десятиліття очолювала музей імені М. К. Реріха, була першим віцепрезидентом Міжнародного Центру Реріхів, президентом благодійного фонду імені О. І. Реріх, головним редактором журналу «Культура і час». Організаторська й творча діяльність Л. В. Шапошникової у сфері вивчення і пропаганди спадщини родини Реріхів має неоднозначні оцінки — від захоплених до вкрай критичних.
На честь Людмили Василівни Шапошникової названо малу планету 9717, відкриту астрономом М. С. Черних — Lyudvasilia.
Похована на Даниловському цвинтарі.

## Звання і нагороди
- Заслужений діяч мистецтв Російської Федерації (2002)
- Член Російської академії природничих наук
- Член Російської академії космонавтики ім. К. Е. Ціолковського
- Член Російської екологічної академії
- Міжнародна премія Джавахарлала Неру (1967)
- Орден Дружби (2006)
- Національна премія «Культурное наследие» (2007)[7][8]
- Премія Єросоюзу з культурної спадщини (2010)[9][10]
- Медаль «Академик А. Л. Яншин» Академії гірничих наук (2011)[11]
- Почесний доктор Киргизько-Російського Слов'янського університету (2011)[12]
- Доктор honoris causa Софійського університету (2011)[13]
- Орден «За заслуги перед Вітчизною» IV ступеня (2011)[14][15]
- Почесний доктор Академії наук Монголії (2012)
- Лавреатка премії Благодійного фонду відродження національної, культурної та духовної спадщини «Древо життя». Премія вручена Міністром культури РФ О. О. Авдєєвим у штаб-квартирі ЮНЕСКО 2 квітня 2012 року[16][17].

### Критика
- Ешалова О. И. Сказочница от рериховедения. Путешествие по книге Л. В. Шапошниковой «Мастер» [Архівовано 2 квітня 2015 у Wayback Machine.] // Сайт AryaVest
- Кузнецов А. И. «Живая Этика» в интерпретации Л. В. Шапошниковой [Архівовано 17 березня 2020 у Wayback Machine.] // Журнал Института Наследия. — 2017. — № 3(10) (копія [Архівовано 17 березня 2020 у Wayback Machine.])